# Regueira de Pontes
Regueira de Pontes é uma povoação portuguesa sede da Freguesia de Regueira de Pontes do Município de Leiria, freguesia com 11,55 km² de área e 2174 habitantes (censo de 2021), tendo, por isso, uma densidade populacional de 188,2 hab./km².

## História
No ano de 1713 foi desanexada da freguesia de São Tiago do Arrabalde. Tem como Padroeiro São Sebastião.
Nesta freguesia situava-se "no caminho de Leiria para Regueira de Pontes, abaixo da Gandra", a Quinta da Ponte da Pedra, pertencente ao insigne Brigadeiro-Engenheiro Reinaldo Oudinot (1744-1807), que entre 1773 e 1787 assumiu a direcção dos trabalhos hidráulicos da bacia do Rio Lis (rio que delimita a fronteira ocidental desta freguesia de Regueira de Pontes). Acção relevante que desenvolveu simultâneamente com vários estudos agrícolas relacionados com o Pinhal de Leiria.
Registos paroquiais indicam que antes das invasões francesas, em outubro de 1810, a população desta freguesia era de 1031, sendo 443 depois da retirada das tropas, em junho de 1811.
Em 1732 a freguesia de Regueira de Pontes teria 1713 habitantes2, em 1981 tinha 1943 e em 2001 contaram-se 2263 habitantes.

## Demografia
A população registada nos censos foi:
| Distribuição da População por Grupos Etários | Distribuição da População por Grupos Etários | Distribuição da População por Grupos Etários | Distribuição da População por Grupos Etários | Distribuição da População por Grupos Etários |
| -------------------------------------------- | -------------------------------------------- | -------------------------------------------- | -------------------------------------------- | -------------------------------------------- |
| Ano                                          | 0-14 Anos                                    | 15-24 Anos                                   | 25-64 Anos                                   | > 65 Anos                                    |
| 2001                                         | 372                                          | 353                                          | 1234                                         | 304                                          |
| 2011                                         | 322                                          | 256                                          | 1233                                         | 410                                          |
| 2021                                         | 225                                          | 242                                          | 1114                                         | 593                                          |

## Património Histórico e Cultural
- Igreja Matriz
- Igreja de Nossa Senhora das Necessidades, de Chãs[10]
- Filarmónica do Sagrado Coração de Jesus e Maria, de Chãs (centenária)
- Monumento ao primeiro Comandante da Aeronaútica Portuguesa

## Eventos Culturais (Festas populares e religiosas)
- Santa Teresinha (móvel)
- S. Sebastião (Janeiro)
- Nossa Senhora das Necessidades (Julho), em Chãs.

## Atividades Económicas
- Renda
- Agricultura
- Criação de gado